# Laurent Ferrier
Laurent Ferrier (né le 19 décembre 1946 à Neuchâtel) est un horloger suisse et créateur de la marque du même nom. 

## Biographie

### Débuts
Laurent Ferrier est né le 19 décembre 1946 à Neuchâtel, en Suisse, dans la même ville que l'horloger Abraham-Louis Breguet. Issu d'une famille dont les parents mais aussi les grands-parents sont horlogers, Laurent Ferrier grandit dans cet univers. Au-dessous de l'appartement familial, se trouvait l'atelier de réparation de complications horlogères, où Laurent Ferrier passait quotidiennement durant son enfance.
Il étudie à l'École d'Horlogerie de Genève dont il est diplômé en 1968. Après ses études, il intègre la maison Patek Philippe, où il occupe différents postes dans les ateliers. 
En 1968, à l'âge de 22 ans, Laurent Ferrier quitte la maison Patek Philippe pour se consacrer à sa passion pour la course automobile. À ses débuts professionnels, Laurent Ferrier apprécie l'horlogerie mais demeure néanmoins passionné par la course automobile. Il travaille comme vendeur de composants automobiles, dans l'idée de s'insérer progressivement dans le milieu afin de pouvoir participer à des courses.
En 1974, la maison Patek Philippe crée un bureau technique d'habillage, et rappelle Laurent Ferrier. Alors âgé de 28 ans, il accepte et réintègre Patek Philippe en tant que chargé du développement de la création de pièces horlogères. Il devient ensuite responsable du département création, alors que l'entreprise se situe Rue du Rhône, lieu emblématique du luxe et de l'horlogerie à Genève. Il travaille près de 37 ans pour la maison Patek Philippe. 

### Course automobile
En parallèle de son emploi dans l'horlogerie à Genève, Laurent Ferrier consacre son temps-libre à la course automobile. Il réalise plusieurs exploits avec son ami François Servanin, lors de leurs sept participations aux 24 Heures du Mans. Ils remportent la catégorie 2 Litres en 1978. En 1979, Laurent Ferrier, François Servanin et François Trisconi se retrouvent à la troisième position du classement général de la course. Laurent Ferrier offre une montre de la maison Patek Philippe à son ami François Servanin pour le remercier.

### La marque Laurent Ferrier
L'envie de créer une marque d'horlogerie indépendante était un projet qu'ils partageaient depuis plusieurs années. Son ami François Servanin lui confia avoir désormais les moyens de créer leur propre marque d'horlogerie. A trois années de la retraite chez Patek Philippe, Laurent Ferrier accepte de se lancer dans cette nouvelle aventure, rêve de tout horloger de pouvoir concevoir sa propre pièce.
L'idée est de créer une montre de style classique et intemporel, assemblée à la main avec des matériaux de qualité. Laurent Ferrier se lance en 2009 à l'âge de 63 ans. 
La première montre Laurent Ferrier, la Galet Classic Tourbillon Double Spiral, est présentée lors du salon Baselworld en 2010. Avec cette pièce, la maison remporte le Prix Montre Homme du Grand Prix d'Horlogerie de Genève.

## De 2010 à aujourd'hui
Laurent Ferrier est aujourd'hui une marque d'horlogerie indépendante qui propose des montres assemblées à la main et réalisées selon les valeurs chères à Laurent Ferrier: esthétisme intemporel, précision chronométrique certifiée par l'Observatoire de Besançon et une terminaison exigeante. Les pièces horlogères sont d'inspiration classique mais créatives et produites en quantités limitées. La collection Laurent Ferrier est aujourd'hui étendue à cinq calibres: Galet Classic, Galet Micro-Rotor, Galet Traveller, Galet Secret et le Galet Quantième annuel, dévoilé lors du Salon International de la Haute Horlogerie de Genève, en janvier 2018.
La marque a remporté depuis sa création de nombreux prix horlogers, dont de Grands Prix d'Horlogerie de Genève, plusieurs prix du magazine 0024…
Aujourd'hui, Laurent Ferrier et son fils, Christian Ferrier, travaillent ensemble au bureau de la création de l'entreprise qui porte leur nom.